# Station Saint-Sauveur-de-Pierrepont
Station Saint-Sauveur-de-Pierrepont is een voormalige spoorweghalte nabij Le Bourg in de gemeente Saint-Sauveur-de-Pierrepont, in het departement Manche in de regio Normandië. De halte lag aan de lijn van Coutances naar Sottevast. Iets zuidelijk van het station bevond zich een spoorvork, het raccordement Baudreville - Saint-Sauveur-de-Pierrepont (RFN 419 300) dat een aansluiting bood aan de spoorlijn Carentan - Carteret.

## Ligging
De halteplaats Saint-Sauveur-de-Pierrepont,bevindt zich op een hoogte van 10 meter boven zeeniveau op kilometerpunt (PK) 44,169 van de lijn van Coutances naar Sottevast, tussen de stations van La Haye-du-Puits en Saint-Sauveur-le-Vicomte.